# Хормизд I
Хормизд I је био цар Персијског царства (270. – Јун 271.) Сасанидске династије.
Био је син краља Шапура I (270/272—273.)
После персијског освајања Јерменског краљевства његов отац краљ Шапур I га је поставио 253. године за краља новоосвојене краљевине. У том рату је Хормизд стекао велику славу, због чега га је отац именовао за наследника, иако није био прворођени син. 
Владао је кратко. Наставио је толерантну верску политику свога оца.  Налседио га је његов брат Бахрам I.